# Condado de Biñasco
El condado de Biñasco es un título nobiliario español, creado en Italia el 13 de septiembre de 1589 por el rey Felipe II a favor de Pedro Gómez de Mendoza y Briceño, embajador en Génova.
Su denominación hace referencia a la localidad italiana de Binasco, en la provincia de Milán, región de Lombardía.

## Condes de Biñasco
|                                 | Titular                           | Periodo                |
| Creación por Felipe II          | Creación por Felipe II            | Creación por Felipe II |
| ------------------------------- | --------------------------------- | ---------------------- |
| I                               | Pedro Gómez de Mendoza y Briceño  | 1589-1601              |
| Rehabilitación por Alfonso XIII |                                   |                        |
| II                              | Alfonso Díez de Rivera y Casares  | 1925-¿?                |
| III                             | Alfonso Díez de Rivera y Hoces    | 1989-1998              |
| IV                              | Alberto Díez de Rivera y Elzaburu | 1998-actual titular    |

## Historia de los condes de Biñasco
- Pedro Gómez de Mendoza y Briceño (m.1601), I conde de Biñasco.[1] Hijo de García, el Magnífico Manrique de Lara y Mendoza, gobernador del Ducado de Parma y Plasencia, y de su esposa Isabel Briceño y Arévalo, la Calvinista, y nieto materno de Cristóbal Briceño, señor de Piquillos y Villaquejida y de su esposa Isabel della Caprona. Casó con Elisabetta Confalonieri.

Rehabilitado en 1925 por:
- Alfonso Díez de Rivera y Casares, II conde de Biñasco,[2]  hijo de Ildefonso (Alfonso) Díez de Ribera y Muro (1845-1933) y de su esposa Ramona Casares y Bustamante.  Sin descendientes. Le sucedió su sobrino,[2] hijo de su hermano Ramón Diez de Rivera y Casares, II marqués de Huétor de Santillán,  y I marqués pontificio de Valeriola, y de su esposa María de la Purificación de Hoces y Dorticós-Marín.

- Alfonso Díez de Rivera y de Hoces (m. 1998), III conde de Biñasco,[2][3] V conde de Sanafé[4][2] III marqués de Huétor de Santillán y teniente de navío.

Casó con María del Carmen de Elzaburu y Márquez, hija de los IV marqueses de las Claras y III marqueses de la Esperanza. Sucedió su hijo:
- Alberto Díez de Rivera y Elzaburu, IV conde de Biñasco.[5]